# 紅花寨
紅花寨（英語：Hung Fa Chai）是香港一座山峰，位於新界北區沙頭角之西的紅花嶺以北，海拔489米。英國接管新界初期，英國人曾經以不列顛群島的最高山峰朋尼維山命名該山。
紅花寨的北面山腳，屬香港邊境禁區，進入需要得到許可。

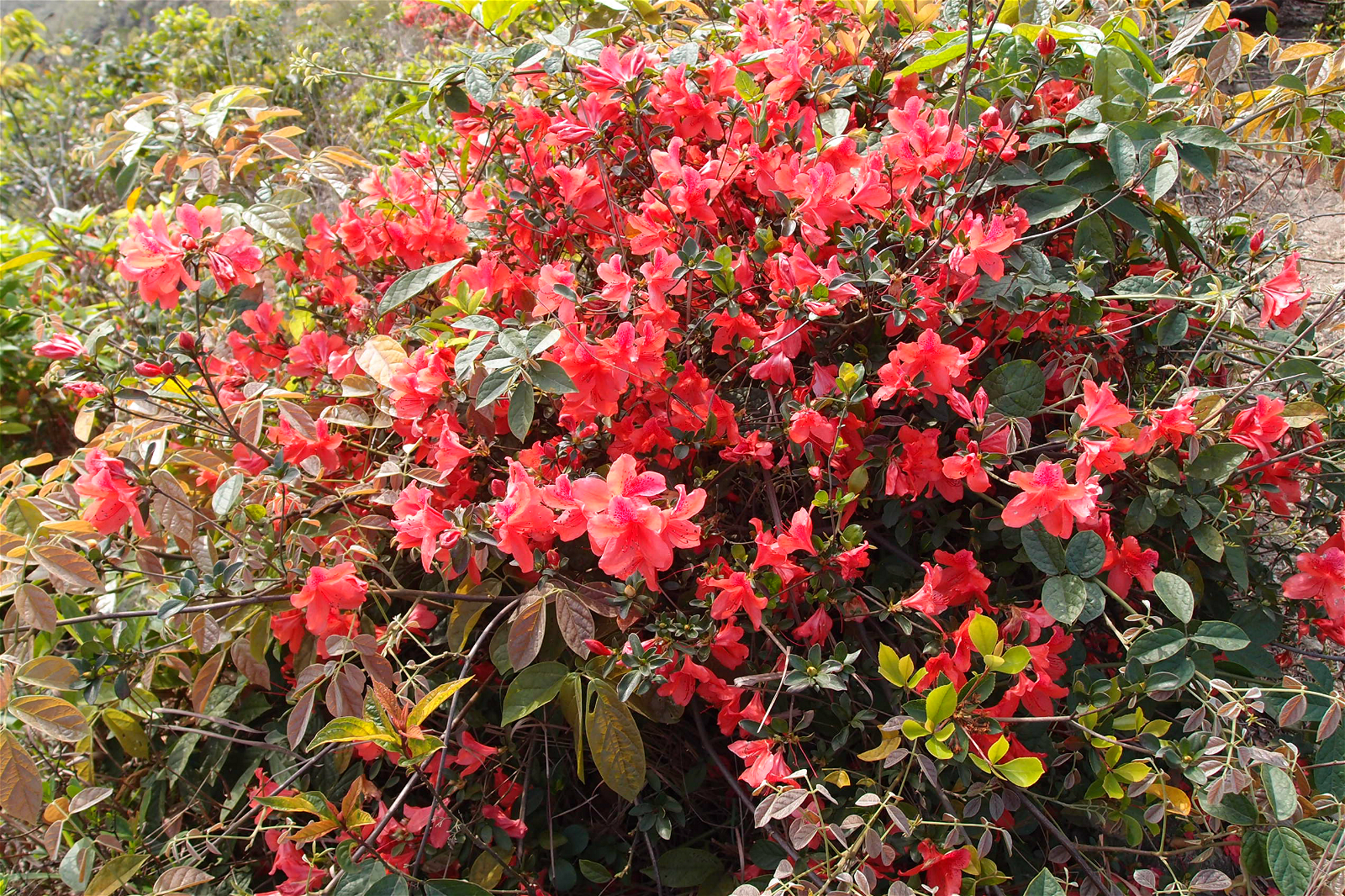
三月，很多橘紅色的杜鵑花在紅花寨的山頂一帶綻放